# Primer ministre de Qatar

Blasó de Qatar.

Lo primer ministre de Qatar (àrab: رئیس الوزرا القطری, raʾīs al-wuzarāʾ al-qaṭarī) és el cap del Consell de Ministres i la segona autoritat més important del país després de l'Emir de Qatar. L'actual primer ministre és Khalid bin Khalifa bin Abdul Aziz Al Thani, al càrrec des del 28 de gener de 2020.

## Llista dels primers ministres de Qatar (1970-actualitat)
| # | Nom                                                | Imatge | Començament del govern | Fi del govern        |
| - | -------------------------------------------------- | ------ | ---------------------- | -------------------- |
| 1 | Khalifa bin Hamad Al Thani (1930-2016)             |        | 29 de maig de 1970     | 27 de juny de 1995   |
| 2 | Hamad bin Khalifa Al Thani (1952-)                 |        | 27 de juny de 1995     | 29 d'octubre de 1996 |
| 3 | Abdullah bin Khalifa Al Thani (1958-)              |        | 29 d'octubre de 1996   | 3 d'abril de 2007    |
| 4 | Hamad bin Jassim Al Thani (1958-)                  |        | 3 d'abril de 2007      | 26 de juny de 2013   |
| 5 | Abdullah bin Nasser bin Khalifa Al Thani (1960-)   |        | 26 de juny de 2013     | 28 de gener de 2020  |
| 6 | Khalid bin Khalifa bin Abdul Aziz Al Thani (1968-) |        | 28 de gener de 2020    | actualitat           |
|   |                                                    |        |                        |                      |